# Acanthoscelides pallidipennis
Acanthoscelides pallidipennis là một loài bọ cánh cứng trong họ Ánh kim. Loài này được Motschulsky miêu tả khoa học năm 1874.